# Carl August Krebs
Pour les articles homonymes, voir Krebs.
Carl August Krebs (né Carl August Miedcke, le 16 janvier 1804 à Nuremberg, décédé le 16 mai 1880 à Dresde) est un pianiste, compositeur et maître de chapelle allemand.

## Biographie
Carl August est venu au monde en 1804 à Nuremberg. Ses parents étaient August et Charlotte Miedcke qui tous deux travaillaient au Théâtre national de la ville. Lorsque sa mère Charlotte, une chanteuse, peu de temps après avoir déménagé à Stuttgart en 1805, est décédée, Carl a été adopté par le chanteur de la  cour Johann Baptist Krebs (de) avec le consentement du père. Par la suite Carl August a pris le nom de son père adoptif. Les activités de son père adoptif à l'opéra, où il était en contact avec les milieux artistiques, ont influencé Carl August dans son goût pour la musique. Déjà, à six ans, il interprétait, suivant les leçons de Johann Nepomuk Schelble (de), les concertos pour piano de Mozart, Dussek, et Ries. Son talent de composition encouragé par son père adoptif, faisait sensation et Carl August était considéré comme l'un des enfants prodiges de ce temps.
En 1825, à l'âge de 21 ans, il est allé à Vienne, où il a étudié la composition avec Ignaz von Seyfried et a amélioré sa technique de piano. Il s'est fait remarquer à Vienne comme virtuose du piano et a été reçu le 1er avril 1826 troisième Kapellmeister à l'Opéra de la Cour. En mars 1827, il a accepté le poste de chef d'orchestre au Théâtre de la Ville à Hambourg. En 1830, il a fait représenter son opéra déjà composé à Vienne Sylva, oder die Macht des Gesanges (livret: Georg von Hofmann). En 1834 a été représenté l'opéra Agnes, der Engel von Augsburg, qui a également été monté plus tard à Dresde en 1858 et 1863 avec succès. En 1850, il a été nommé maître de chapelle de Théâtre Royal de la Cour à Dresde prenant la suite de Richard Wagner.
À partir de 1871 libéré de son travail à la cour, il s'est consacré exclusivement à la musique sacrée à l'Église catholique de Cour à Dresde. En 1875, il a célébré ses 25 ans de service et le 1er avril 1876 ses 50 ans de direction d'orchestre.
Carl August a été marié en secondes noces avec la mezzo-soprano Aloyse Michalesi (de) (1826-1904), elle aussi travaillant à Dresde. Leur fille Mary Krebs-Brenning (de) (1851-1900) a été aussi une pianiste bien connue. Jusqu'à quelques semaines avant sa mort, Carl August était encore actif dans la musique d'église. Il est décédé le 16 mai 1880.
Carl August Krebs a reçu la Croix de chevalier en 1872 de l'Ordre royal d'Albert le Valeureux Roi de Saxonie, en 1876 la Croix de Chevalier de l'Ordre de François-Joseph et de la Médaille de l'Ordre de Frédéric.

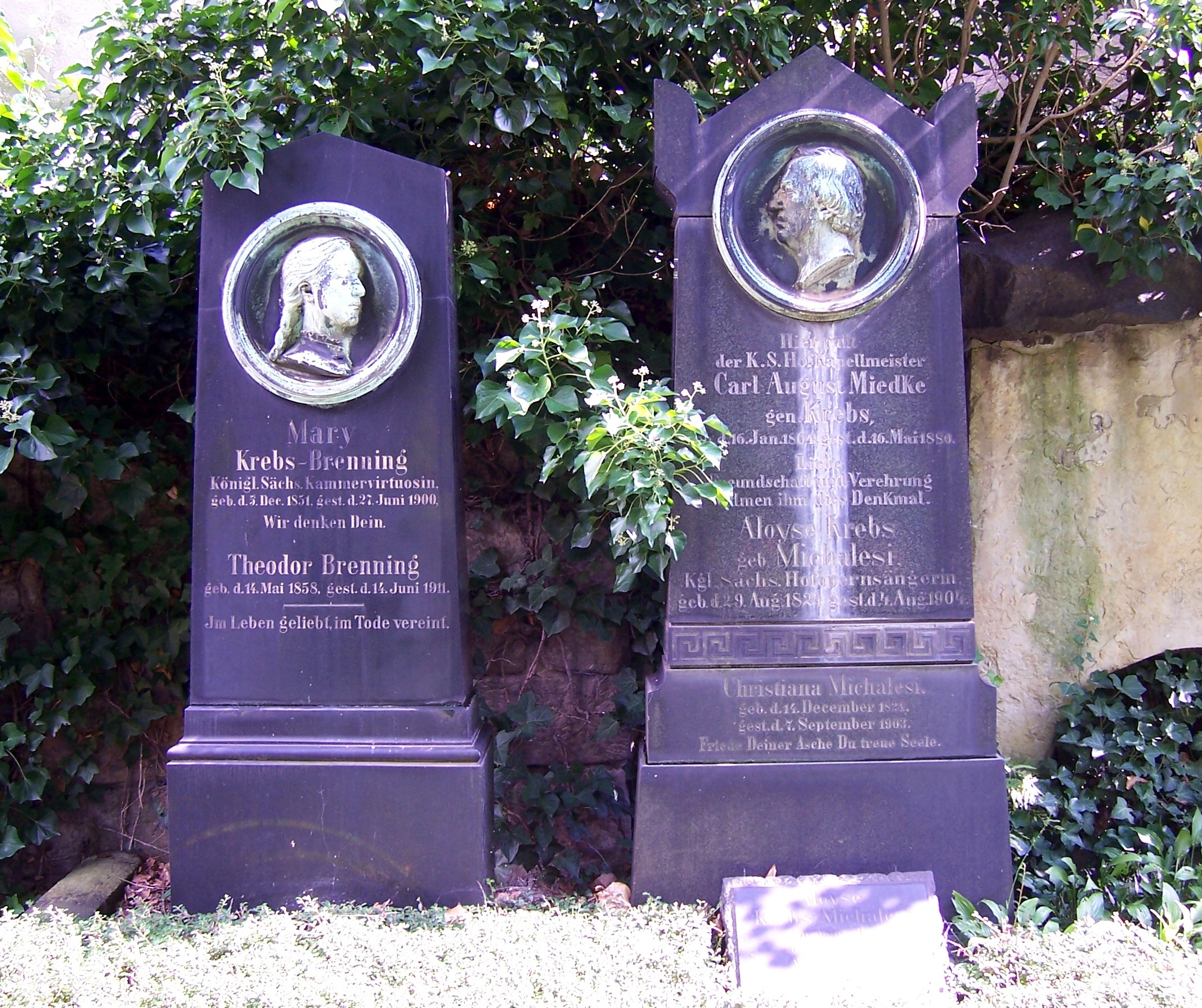
Tombe à Dresde de Mary Krebs-Brenning et de ses parents Aloysia Krebs-Michalesi et Carl August Krebs.

## Œuvres
- Feodora (1811)
- Der Kosakenoffizier (1815)
- Sylva, oder die Macht des Gesanges (livret: Georg von Hofmann, 4 février 1830, Hambourg)
- Agnes, der Engel von Augsburg (8 octobre 1834, Hambourg), révisé en Agnes Bernauer (1858, Dresde)

## Source de la traduction
- (de) Cet article est partiellement ou en totalité issu de l’article de Wikipédia en allemand intitulé « Carl August Krebse » (voir la liste des auteurs).